# Chilbolton
Chilbolton – wieś w Anglii, w hrabstwie Hampshire, w dystrykcie Test Valley. Leży 12 km na północ od miasta Winchester i 100 km na południowy zachód od Londynu. W 2001 miejscowość liczyła 1010 mieszkańców.
We wsi mieści się byłe lotnisko wojskowe RAF Chilbolton, z czasów II wojny światowej, używane w latach 1940-1946. Po wojnie testowano tam m.in. odrzutowe myśliwce firmy Supermarine: Supermarine Attacker, Supermarine Swift, Supermarine Scimitar. Obecnie częściowo zajęte jest przez obserwatorium meteorologiczne Chilbolton Observatory.

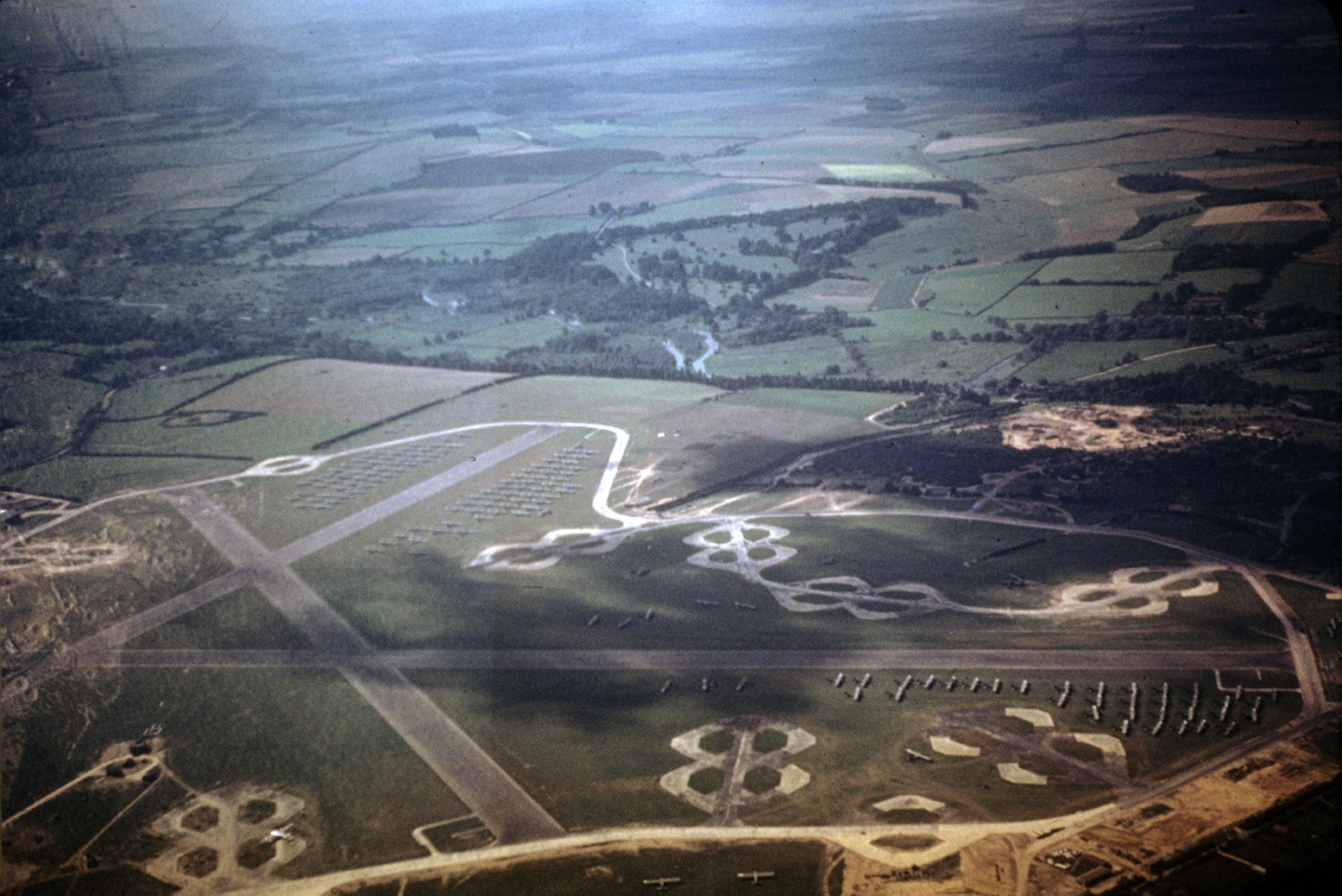
Lotnisko  RAF Chilbolton podczas II wojny światowej
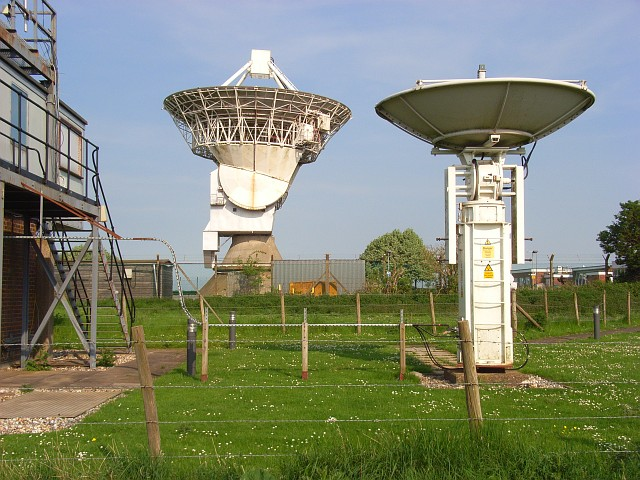
Radioteleskop w Chilbolton